# Механічні випробування

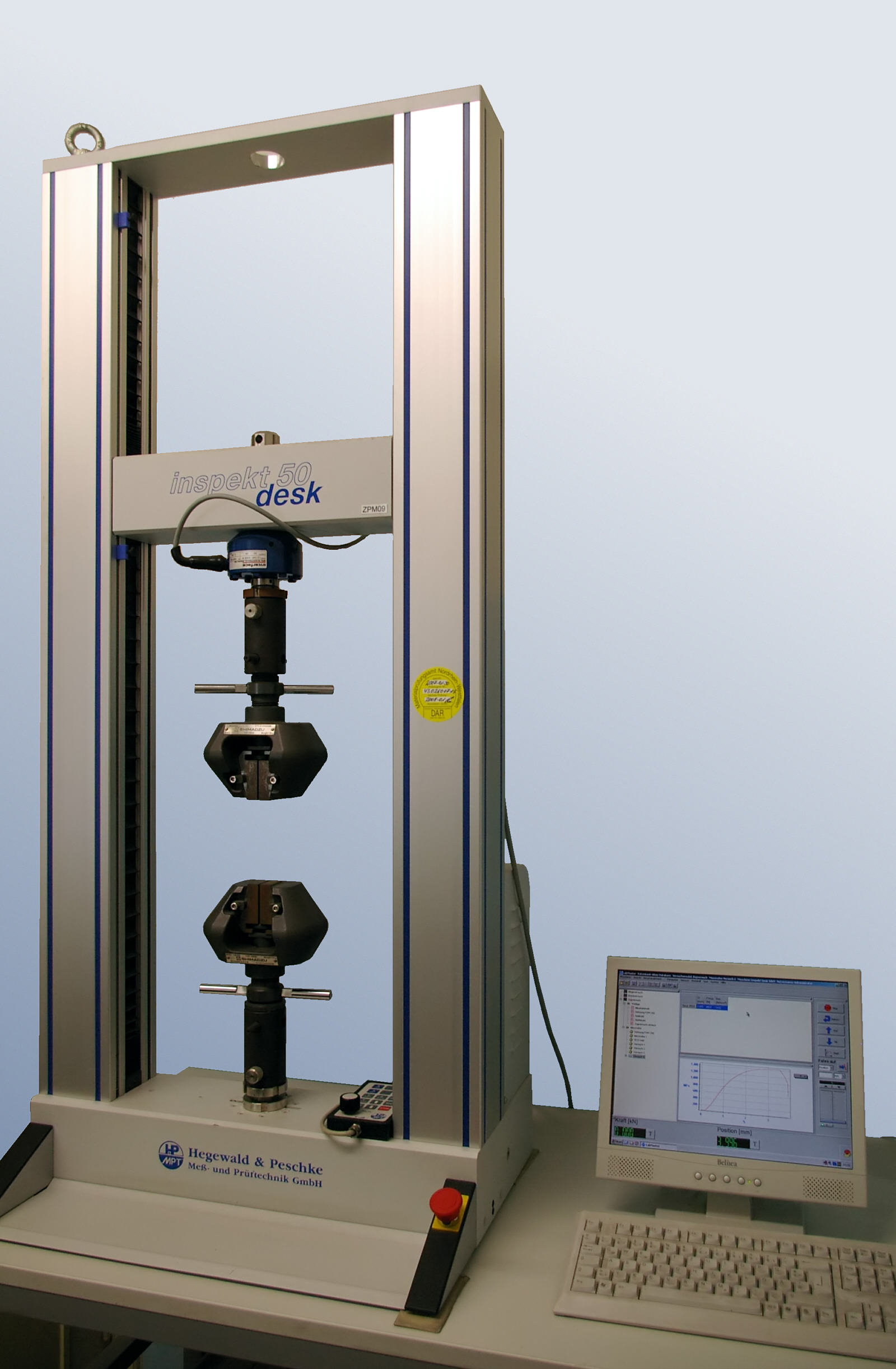
Універсальна розривна машина для механічних випробувань

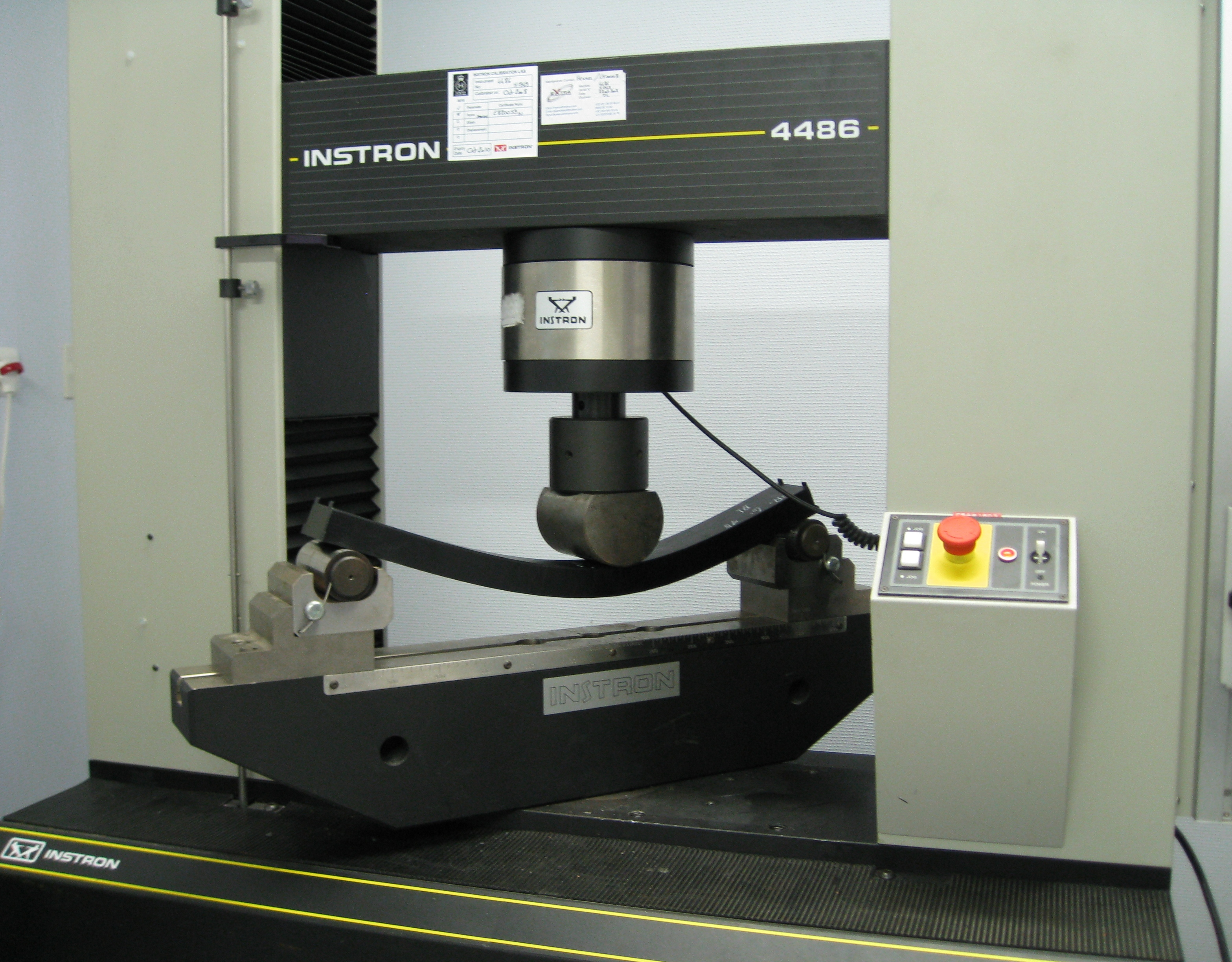
Випробування на згин

Механі́чні випро́бування (англ. mechanical testing) — випробування, що проводяться для експериментального визначення кількісних та (чи) якісних механічних характеристик об'єкта випробувань або дослідження його напружено-деформованого стану.

## Загальні поняття
Механічні випробування матеріалів необхідні для отримання характеристик їх механічних властивостей, які можна було б використовувати не тільки при розрахунках на міцність деталей машин і споруд, але і при оцінці якості продукції виробників конструкційних матеріалів.
Для оцінки напруженого стану допустимим є застосування тих же гіпотез про будову і властивості матеріалів, які робляться у дисципліні «Опір матеріалів».
Так як умови роботи конструкційних матеріалів є різними, створені відповідно різноманітні види і методи випробувань. При механічних випробуваннях переважно усі спостереження і розрахунки напруженого стану здійснюють у макроскопічних об'ємах. Як виняток, в окремих випадках вдаються і до спостережень у мікрооб'ємах.
При всіх видах механічних випробувань відтворюють за можливості на зразках такі ж зовнішні впливи, яких матеріал зазнає в реальних умовах експлуатації. Характеристики механічних властивостей, що отримують при цьому, переважно, не є абсолютними оскільки у значній мірі залежать від умов проведення випробувань. Це викликає необхідність уніфікації методів механічних випробувань з метою отримання порівнянних даних. Уніфікація методів випробувань реалізується й удосконалюється на рівні державних стандартів та міжнародних рекомендацій.

## Класифікація механічних випробувань
Механічні випробування розрізняються за способом навантаження зразків і характером його зміни в часі.

### За способом навантаження
Використовують два способи навантаження зразка:
- жорстке — забезпечується шляхом його деформації із заданою швидкістю і вимірюванням сил опору зразка цій деформації;
- м'яке, що реалізується прикладання за заданим законом навантаження до зразка з вимірюванням при цьому деформації, яка виникає.

Перший спосіб використовується практично у всіх різновидах статичних випробувань. Найпоширеніші приклади застосування другого способу навантаження — випробування на повзучість і тривалу міцність.

### За характером зміни навантаження у часі
За характером зміни в часі навантаження механічні випробування поділяють на статичні, динамічні, циклічні і технологічні.
Статичне випробування — випробування об'єкта статичним навантажуванням і відрізняється плавною, відносно повільною зміною навантаження зразка і малою швидкістю його деформації, а також такою малою величиною прискорення рухомих частин випробної машини, що силами інерції, які виникають в них можна знехтувати. Під час статичних випробувань можна методом простої статичної рівноваги з достатньою точністю визначати зусилля і деформації, величину роботи при деформуванні у будь-який момент дослідження а також тривалу міцність.
Найважливішими є такі різновиди статичних випробувань, що відрізняються схемою прикладення навантажень до зразка (тобто схемою напруженого стану): одновісне розтягування, одновісне стискування, згинання, кручення, розтягування і згинання зразків з надрізом і тріщиною (плоскі та об'ємні види напруженого стану).
Динамічні випробування — випробування об'єкта динамічним навантажуванням і характеризуються прикладенням до зразка навантажень з різкою зміною їх величини і великою швидкістю деформації. Динамічне навантаження переважно створюють ударом вільно падаючої важкої маси (випробування на удар). У результаті в окремих частинах зразка і випробувальної машини виникають значні сили інерції. Тому для вимірювання зусиль метод статичної рівноваги тут використовувати не можна. У результаті динамічних випробувань визначають величину повної або питомої роботи динамічної деформації, а також величину залишкової деформації зразка (абсолютної або відносної). Даних про величину напружень і деформацій у процесі цих випробувань, як правило, не одержують, хоча у принципі це можливо. Динамічні випробування найчастіше проводять за схемою згину. До динамічних випробувань відносяться також випробування на лінійні сталі прискорення, дію вібрацій (вібраційні випробування) та акустичного шуму.
Циклічні випробування — випробування об'єкта циклічним навантажуванням. Такі випробування, зазвичай, є тривалими (від декількох до сотень годин). За наслідками циклічних випробувань визначають число циклів до руйнування при різних значеннях напружень, а зрештою — границю витривалості — те граничне напруження, яке зразок витримує без руйнування протягом певного числа циклів навантаження. При випробуваннях на втому використовують різні схеми прикладення навантажень до зразка: згинання, розтягування — стискування, кручення.
В умовах циклічних навантажень за схемами триточкового згину або в умовах згасаючих крутильних коливань проводять динамічний механічний аналіз (ДМА) матеріалів у процесі їх старіння з метою визначення зміни у часі комплексного динамічного модуля.

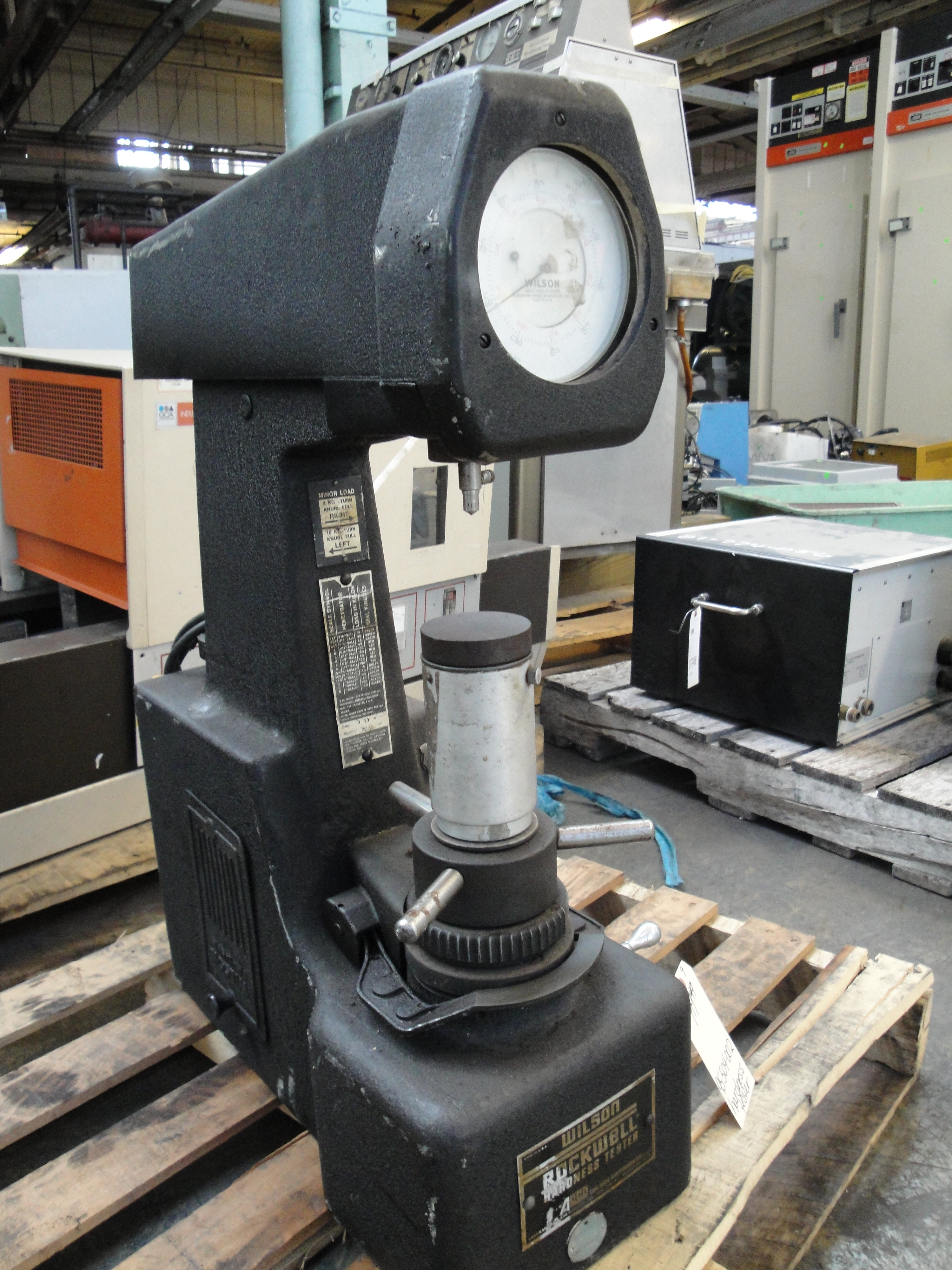
Прилад для випробування на твердість за Роквеллом

Технологічні випробування — випробування, що провадяться під час виготовлення продукції з метою оцінення її технологічності і проводять для оцінки поведінки матеріалу при обробленні тиском (випробування на згинання, перегин, видавлювання).
Крім розглянутих, розрізняють ще дві специфічні групи випробувань. Перша з них — це випробування на твердість — короткочасні випробування об'єкта навантажуванням, що утворює місцеві контактні напруження, які провадяться з метою визначення характеристик твердості, у яких оцінюють різні характеристики опору проникненню твердішого тіла (індентора) у поверхневий шар зразка. Більшість різновидів випробувань на твердість мають статичний характер.
Друга група — випробування на повзучість і тривалу міцність — тривалі випробування дією на об'єкт сталого напруження за сталої температури, що провадяться з метою визначення характеристик опору повзучості та границі тривалої міцності.
Їх, зазвичай, проводять при підвищених температурах для оцінки характеристик жароміцності. Зразки протягом усього випробування знаходяться під постійним навантаженням. При випробуванні на повзучість вимірюють величину деформації у функції від часу при різних напруженнях на зразку, а в результаті випробувань на тривалу міцність оцінюють час до руйнування під дією різних напружень.
Приведена класифікація демонструє, що методи проведення випробувань є досить різноманітними. До того ж вони можуть проводитись при різних температурах, в різних середовищах, після різних видів термооброблення тощо. Це є закономірним, оскільки віддзеркалює різноманітність умов експлуатації та обробки матеріалів, які намагаються моделювати в умовах випробувань.

## Обов'язкові види механічних випробувань
1) на статичне розтягування — для посудин усіх груп;
2) на статичний вигин або сплющування — для посудин усіх груп;
3) на ударний вигин — для посудин, призначених для роботи при тискові більше 5 МПа (50 кгс/см2) або температурі вище 450°С, і посудин, виготовлених із сталей, схильних до підгартовування при зварюванні;
4) на ударний вигин — для посудин 1, 2, 3-ї груп, призначених для роботи при температурі нижче мінус 20 °С.
Випробування на ударний вигин зварних з'єднань проводиться для посудин та їх елементів з товщиною стінки 12 мм і більше при температурі 20 °С.
Із кожного контрольного стикового зварного з'єднання повинні бути вирізані:
1) два зразки для випробування на статичне розтягування;
2) два зразки для випробування на статичний вигин або сплющування;
3) три зразки для випробування на ударний вигин.
Випробування на статичний вигин контрольних стиків трубчатих елементів посудин з умовним проходом труб менше 100 мм і товщиною стінки менше 12 мм можуть бути замінені випробуванням на сплющування.
Механічні випробування зварних з'єднань повинні виконуватись відповідно до вимог державних стандартів.
Тимчасовий опір розриву металу зварних швів при 20 °С повинен відповідати значенням, встановленим в НД на основний метал.
Випробування зварних з'єднань на ударний вигин проводиться на зразках з надрізом по осі шва з боку його розкриття, якщо місце надрізу спеціально не обговорено в технічних умовах, на виготовлення або в інструкції по зварюванню і контролю зварних з'єднань.
Випробування на ударний вигин проводиться на зразках KCU або KCV за вимогою стандарту або ТУ на виготовлення виробу.